# Marathon de Daegu
Le Marathon de Daegu est une épreuve de course à pied sur route de 42,195 km se déroulant à Daegu, en Corée du Sud. La première édition du marathon de Daegu a eu lieu en 2009.

## Historique
Pour sa première édition, le marathon voit la victoire du Sud-coréen Ji Young-Jun en 2 h 08 min 30 s. L'Éthiopienne Yeshi Esayias s'impose quant à elle dans la course féminine.
Lors de l'édition 2010, l'Éthiopie réalise le doublé, grâce à la victoire de Deressa Chimsa chez les hommes et Yeshi Esayias chez les femmes.
L'édition 2011 a été remportée par le Kényan Yusuf Songoka chez les hommes, et l'Éthiopienne Atsede Habtamu chez les femmes. Ils battent tous deux le record de l'épreuve.

## Palmarès
| Année | Athlète                                     | Pays                                        | Temps                                       |
| ----- | ------------------------------------------- | ------------------------------------------- | ------------------------------------------- |
| 2023  | Milkesa Mengesha                            | Éthiopie                                    | 2 h 06 min 49 s                             |
| 2022  | Shifera Tamru                               | Éthiopie                                    | 2 h 06 min 31 s                             |
| 2021  | Annulé en raison de la pandémie de Covid-19 | Annulé en raison de la pandémie de Covid-19 | Annulé en raison de la pandémie de Covid-19 |
| 2020  | Annulé en raison de la pandémie de Covid-19 | Annulé en raison de la pandémie de Covid-19 | Annulé en raison de la pandémie de Covid-19 |
| 2019  | Filex Kiprotich                             | Kenya                                       | 2 h 05 min 33 s                             |
| 2018  | Abraham Kiptum                              | Kenya                                       | 2 h 06 min 29 s                             |
| 2017  | Mathew Kisorio                              | Kenya                                       | 2 h 07 min 32 s                             |
| 2016  | James Kwambai                               | Kenya                                       | 2 h 10 min 46 s                             |
| 2015  | Girmay Birhanu                              | Éthiopie                                    | 2 h 07 min 26 s                             |
| 2014  | Yemane Tsegay Adhane                        | Éthiopie                                    | 2 h 06 min 51 s                             |
| 2013  | Abraham Kiprotich                           | France                                      | 2 h 08 min 33 s                             |
| 2012  | David Kemboi Kiyeng                         | Kenya                                       | 2 h 07 min 57 s                             |
| 2011  | Yusuf Songoka                               | Kenya                                       | 2 h 08 min 08 s                             |
| 2010  | Deressa Chimsa                              | Éthiopie                                    | 2 h 08 min 45 s                             |
| 2009  | Ji Young-Jun                                | Corée du Sud                                | 2 h 08 min 30 s                             |

| Année | Athlète                                     | Pays                                        | Temps                                       |
| ----- | ------------------------------------------- | ------------------------------------------- | ------------------------------------------- |
| 2023  | Ayantu Abera Demisse                        | Éthiopie                                    | 2 h 25 min 44 s                             |
| 2022  | Nazret Weldu                                | Érythrée                                    | 2 h 21 min 56 s                             |
| 2021  | Annulé en raison de la pandémie de Covid-19 | Annulé en raison de la pandémie de Covid-19 | Annulé en raison de la pandémie de Covid-19 |
| 2020  | Annulé en raison de la pandémie de Covid-19 | Annulé en raison de la pandémie de Covid-19 | Annulé en raison de la pandémie de Covid-19 |
| 2019  | Pamela Rotich                               | Kenya                                       | 2 h 28 min 10 s                             |
| 2018  | Janet Rono                                  | Kenya                                       | 2 h 28 min 01 s                             |
| 2017  | Pamela Rotich                               | Kenya                                       | 2 h 27 min 48 s                             |
| 2016  | Caroline Kilel                              | Kenya                                       | 2 h 27 min 39 s                             |
| 2015  | Meselech Melkamu                            | Éthiopie                                    | 2 h 27 min 24 s                             |
| 2014  | Mulu Seboka                                 | Éthiopie                                    | 2 h 25 min 23 s                             |
| 2013  | Margaret Agai                               | Kenya                                       | 2 h 23 min 28 s                             |
| 2012  | Alemitu Abera Begna                         | Éthiopie                                    | 2 h 24 min 57 s                             |
| 2011  | Atsede Habtamu                              | Éthiopie                                    | 2 h 25 min 52 s                             |
| 2010  | Yeshi Esayias                               | Éthiopie                                    | 2 h 29 min 17 s                             |
| 2009  | Yeshi Esayias                               | Éthiopie                                    | 2 h 30 min 44 s                             |